# Faijum (kultur)

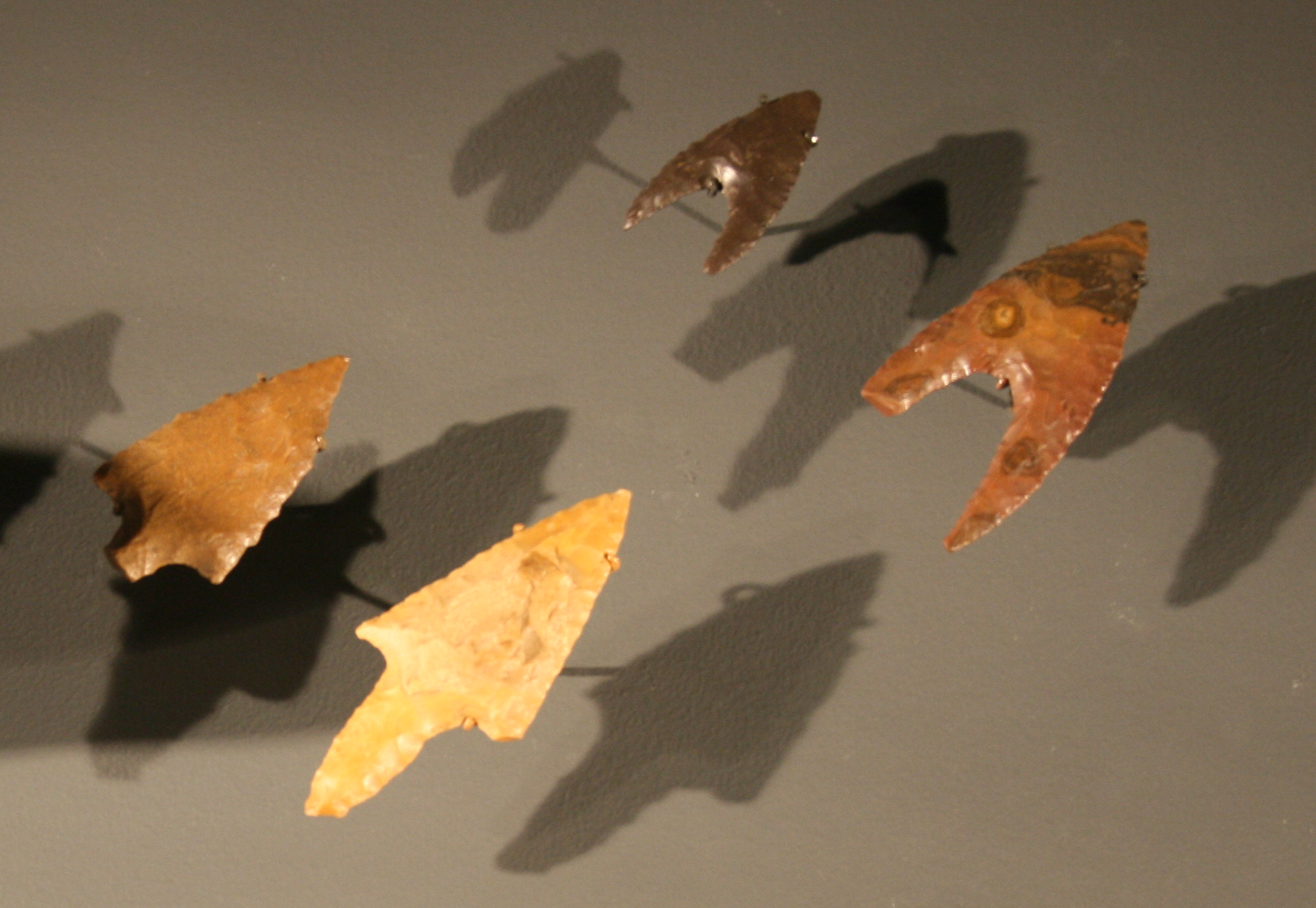
Pilspetsar från Faijumkulturen.

Faijum eller Fayum med alternativa stavningar, är en arkeologisk fyndort i Egypten som givit namn åt en neolitisk kultur, Faijumkulturen, som blomstrade under det femte årtusendet f.Kr. De arkeologiska fyndorterna är belägna i oasen Faijum, väster om Nilen.
Faijumkulturen är daterade till tiden 5000–4000 f.Kr. och indelas i två kulturperioder, A och B, men den inbördes ordningen är omtvistad. Tillsammans med den samtida Merimdekulturen är det den tidigaste jordbrukskulturen i Nildalen.
Faijum undersöktes först av den brittiska arkeologen Gertrude Caton-Thompson 1924 och utgrävningar påbörjades året därpå. Platsen undersöktes även 1968–69 av de amerikanska arkeologerna Fred Wendorf och Romuald Schild.